# مركز الإصلاح والتأهيل بمدينة 15 مايو
مركز الإصلاح والتأهيل بمدينة 15 مايو هو مجمع سجون يقع في 15 مايو، القاهرة، مصر.